# HD 33283
Désignations
HD 33283 est une naine jaune plutôt similaire au Soleil située à ~293 a.l. de la Terre dans la constellation du Lièvre. Sa magnitude apparente est de 8,04, ce qui la rend invisible à l’œil nu mais elle peut être aperçue avec des jumelles et un télescope.

## Propriétés et habitabilité
HD 33283 est une naine jaune de type spectral G3/5V assez similaire au Soleil, qui est donc encore dans la séquence principale. Elle est une étoile stable qui ne présente pas de signe d'activité. Ses caractéristiques sont comparables avec celles du Soleil, avec un rayon de 1,2 ± 0,1 R☉, une masse de 1,24 ± 0,1 M☉ et une température de surface de 5 995 ± 50 K. Elle est néanmoins plus jeune car son âge est estimé à 3,2 milliards d'années, et sa rotation est très lente, avec une vitesse de rotation projetée de ~1 km/s et une période de rotation de ~55,5 jours,.
Elle possède une exoplanète connue, HD 33283 b. Il s'agit d'une géante gazeuse similaire à Jupiter dans sa masse et sa taille, mais sa distance orbitale inférieure à celle de Mercure en fait probablement un Jupiter chaud.